# Herea ruficeps
Herea ruficeps là một loài bướm đêm thuộc phân họ Arctiinae, họ Erebidae.